# Oecanthus fultoni
Oecanthus fultoni ist eine Blütengrille (englisch „Tree Cricket“) und gehört damit zu den Langfühlerschrecken. Sie kommt fast im gesamten Gebiet der USA vor und heißt dort aufgrund ihrer häufig sehr hellen Färbung „Snowy (wörtlich übersetzt etwa „Schneeweiße“) Tree Cricket“. Da sich aus dem Tempo ihres Gesangs mittels des Dolbearschen Gesetzes sehr zuverlässig die Lufttemperatur ermitteln lässt, wird sie oft auch als Thermometergrille (Thermometer Cricket) bezeichnet. Dabei wird die Zirprate in der Zeit von 13 Sekunden gezählt und anschließend die Zahl 40 addiert. Dieser Wert entspricht ziemlich exakt der Temperatur in Grad Fahrenheit.
Die Art wurde erst 1962 von Oecanthus niveus getrennt. Beide Arten haben jedoch neben anderen Merkmalen einen völlig unterschiedlichen Gesang.

## Merkmale
Die Tiere sind 15–18 mm lang. Von anderen, sehr ähnlichen Arten der Gattung Oecanthus lässt sich O. fultoni leicht unterscheiden, wenn man von vorn auf die Basis der Fühler sieht. Auf dem ersten Fühlerglied befindet sich ein schwarzer, fast kreisrunder bis ovaler Fleck (statt eines länglichen Flecks oder zwei Flecken). Das zweite Fühlerglied trägt ebenfalls nur einen einzigen ovalen schwarzen Fleck, der größer ist, als die halbe Länge des Segments. Die Männchen haben, wie bei vielen Blütengrillen üblich, gegenüber den Weibchen sehr breite Deckflügel mit einer speziell für die Resonanzverstärkung des Gesangs ausgebildeten Aderung. Singende Männchen können außerdem sehr gut anhand ihres arteigenen Lockgesangs unterschieden werden, wobei allerdings die Temperaturabhängigkeit berücksichtigt werden muss.

## Verbreitung und Lebensraum
Die Art ist fast im gesamten Gebiet der USA (außer auf Hawaii, in Alaska, Florida und Montana), in Mexiko und im Süden Kanadas verbreitet. Die Männchen singen an gestrüppartigem Unterwuchs an Waldrändern oder auch innerhalb weniger dichter Wälder. In Kälteperioden finden sich die Tiere dicht am Boden an den Stämmen kleiner Bäume, vermutlich weil es dort wärmer ist.

## Trivia
Der Gesang dieser Blütengrille ist so bekannt, dass er vielen US-amerikanischen Filmen beigemischt wird, insbesondere um eine stille Sommernacht in ländlicher Umgebung zu suggerieren. Der Schriftsteller Nathaniel Hawthorne (1804–1864) beschrieb in The Old Manse den Gesang dieser Grille als „audible stillness“ (hörbare Stille) und schrieb in The Canterbury Pilgrims: „If moonlight could be heard, it would sound just like that.“ (Wäre Mondlicht hörbar, dann wäre es ein Klang genau wie dieser.).
In Folge 2 von Staffel 3 der US-amerikanischen Sitcom The Big Bang Theory mit dem Titel The Jiminy Conjecture (deutscher Titel Die Grillenwette) führen Sheldon Cooper und Howard Wolowitz eine strittige Diskussion, ob eine in der Wohnung vorgefundene Grille eine Thermometergrille (Oecanthus fultoni) oder eine Gemeine Feldgrille, Gryllus assimilis, sei. Allerdings bezeichnet Gryllus assimilis die in den Vereinigten Staaten nur in Florida und dem äußersten Süden von Texas vorkommende Steppengrille (englisch meist Jamaican field cricket), wohingegen die nicht in Amerika vorkommende Gemeine Feldgrille Gryllus campestris wäre. Das in der Serie gegen Ende dargestellte Tier ist zumindest keine grünliche, schlanke Thermometergrille, sondern (soweit erkennbar) eine bräunliche Steppengrille, die jedoch in der Folge nie ausdrücklich so benannt wird. Zumindest die in der Folge genannte wissenschaftliche Bezeichnung könnte daher dementsprechend korrekt sein, allerdings kommt das Tier, im Gegensatz zur Thermometergrille, nicht in Kalifornien vor. Hier sollte eher an die in Kalifornien eingeschleppte Acheta domesticus oder eine andere der vielen Arten der Gattung Gryllus gedacht werden.